# Hymenasplenium inthanonense
Hymenasplenium inthanonense là một loài dương xỉ trong họ Aspleniaceae. Loài này được N.Murak. & J.Yokoy. mô tả khoa học đầu tiên năm 1998.
Danh pháp khoa học của loài này chưa được làm sáng tỏ. 